# Церковь Успения Пресвятой Девы Марии и Святого Карла Великого (Прага)
Церковь Успения Пресвятой Девы Марии и Святого Карла Великого в Праге — барочный костел, входящий в состав ареала бывшего Августинского канонического монастыря. Небесными покровителями храма являются Дева Мария, Матерь Божия, и Карл Великий — возродитель Римской Империи.

## История
Церковь Успения Пресвятой Девы Марии была построена в рамках застройки Нового Города. Её основателем является император Карл IV, для которого главной целью являлось повышения значения Праги до уровня главного города Римский Империи. Карл IV передал в дар храму значимые на тот момент реликвии – три зуба Карла Великого.
Постройка церкви началась в 1351 году под надзором Матьё Аррасского, однако главный архитектор остался неизвестен. В 1377 году она была освещена архибискупом Яном Очко из Влашима. Стоит заметить, что при освещении церкви монастырь еще не был закончен, и его постройка продолжалась еще значительное время.
Во время Гуситских Войн церковь была покинута и повреждена, и спустя некоторое время по окончании войны в 1498 году она снова была освещена и восстановлена при участии Ганса Шписа.
С 1575 года проводятся обновительные работы под наблюдением Бонифация Волмута, в результате которых был приделан смело решенный купол и реконструирован свод, который можно увидеть и сегодня.
В 1603 году здание церкви было повреждено молнией, после чего потребовалась новая перестройка.
В 1676 году по проекту Джовани Орши на средства Бернарда Игнака Яна из Мартиниц в храме была построена мариацельская часовня, которая до наших дней не сохранилась.
В 1704 году по поручению семьи Шонфелд при храме началась разработка проекта святой лестницы на примере Латеранской базилики в Риме. В 1708 году было получено одобрение на ее строительство. Полностью стройка была закончена в 1711 году.

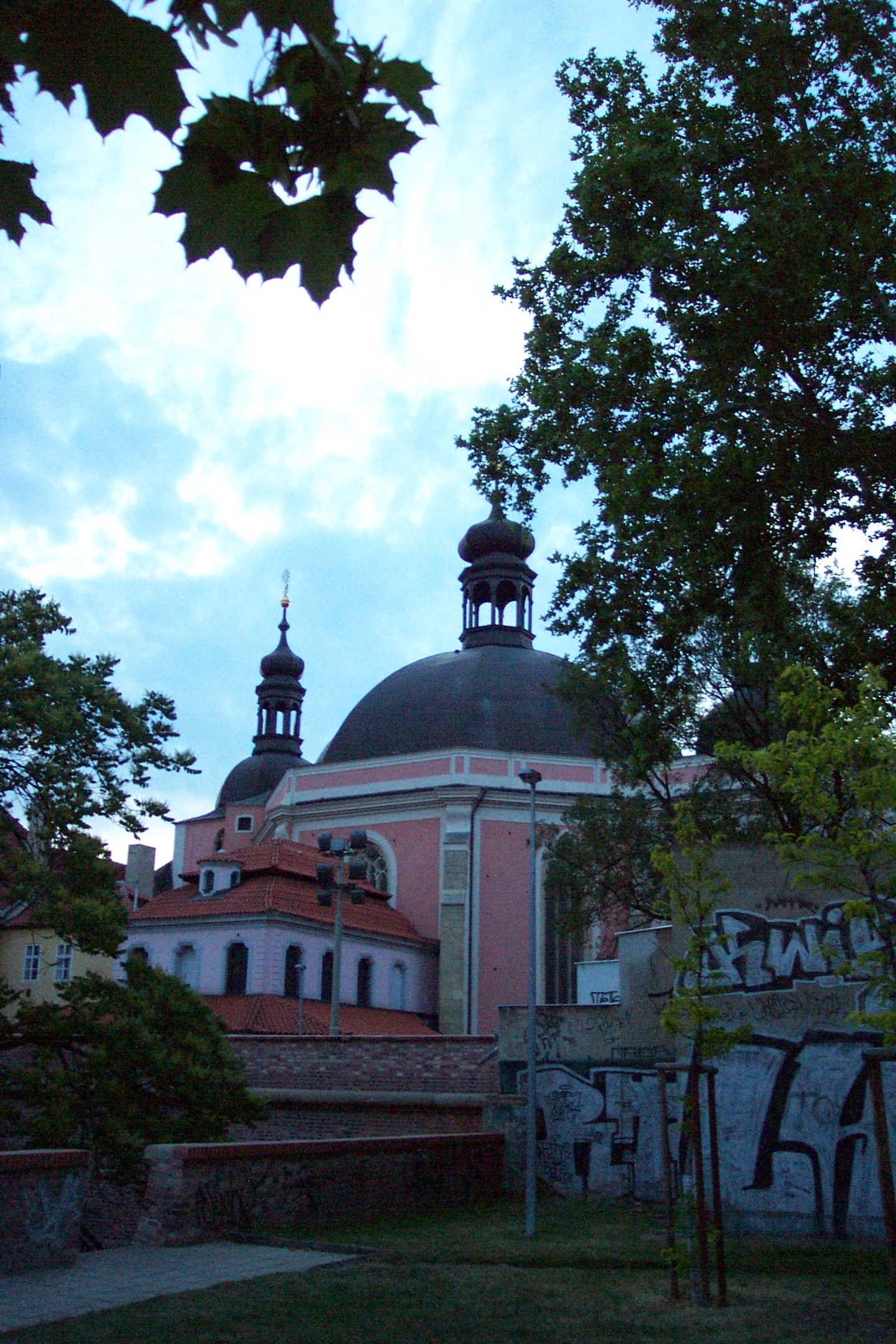
Здание святой лестницы на южной стороне церкви

В 1735-40 годах проводились управы интерьера церкви. При управах появились новые кафедры, алтари и орган. В этот же период была снесена мариацельская часовня для увеличения внутреннего пространства.
В 1785 году монастырь потеряла свой статус и был переделан под больницу.
В 1871-73 годах была проведена реготизация церкви, которая произошла лишь в малой доле.
в 1965 году на территории монастыря возник Музей Пограничников, а в 1990 было принято решение об оборудовании Музея Полиции Чешской Республики.
Сегодня же храм открывает свои двери для всех желающих посетить его во время богослужений.

## Описание
План церкви имеет сходство с другими церквями, которые носят имя того же патрона. Так, например, восьмиугольный план нефа прямо связан с костелом Девы Марии в Ахене, которая была построена на шестиугольном плане с внутренним октогоном. Такое решение является для готической архитектуры очень необычным и редко используемым.
Внутри восьмиугольный центральный неф костела перекрыт позднеготическим кирпичным сводом с каменными ребрами, который образуют сложный звездообразный рисунок. Полигональный пресвитерий закрыт шестью сторонами десятиугольника и перекрыт готическим ребровым сводом, имеющим ширину 22.8 метров. Оригинальный свод до наших дней не сохранился. Существуют догадки, что свод опирался на одну среднюю подпору или же на четыре колонны. На противоположной стороне к нефу прилегает звонница.
Снаружи Неф и пресвитерий укреплены готическими опорами. Все здание обегает выразительный барочный карниз, над которым выступает аттик из того же периода.
Все вместе (неф, пресвитерий и звонница) перекрыты тремя барочными куполовидными крышами с люцернами.

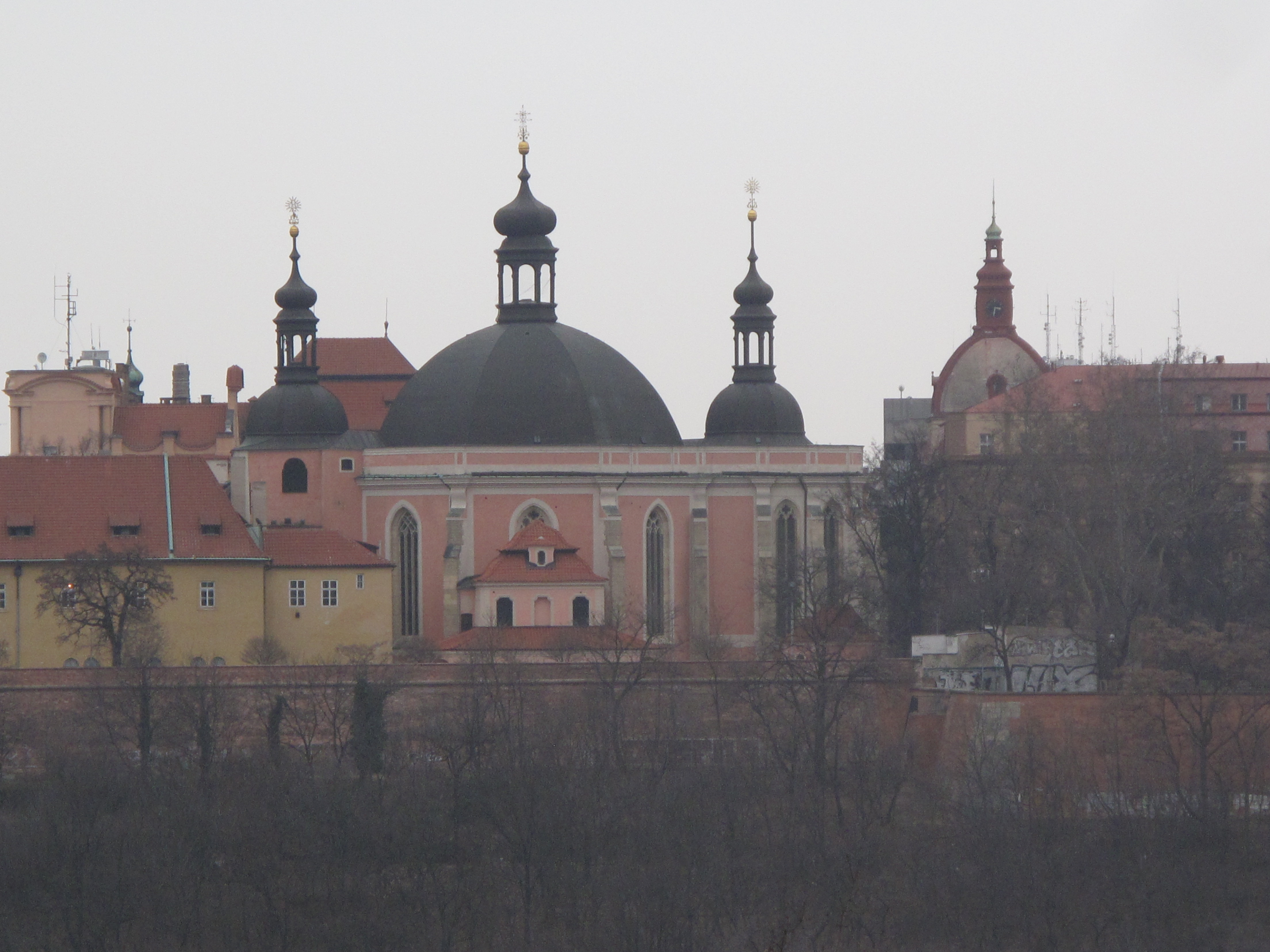
Вид со станции метро Вышеград

Так же к барочным элементам церкви можно отнести преддверие и здание святой лестницы на южной стороне.
Из архивов известно, что к перестройке храма приложил свою руку архитектор Ян Сантини. Его почерк можно увидеть в таких деталях, как выразительные карнизы, пилястры снаружи, вогнутые арки и необычной формы крыша.

## Интерьер
Одной из самых красивых деталей интерьера церкви является ренессансный свод 16 столетия, который возвышается над главным нефом без какой-либо подпоры. Своей формой он образует правильный восьмиугольник, описывающий план зала. Ребра в готическом мотиве, которые создают лучеобразную звезду, сходятся в 24 узлах. Такая композиция образовывает 40 сводчатых плоскостей, встречающихся в центральном замковом камне в форме круга. Внизу нервюры опираются на тонкие консоли, выступающие из стен.

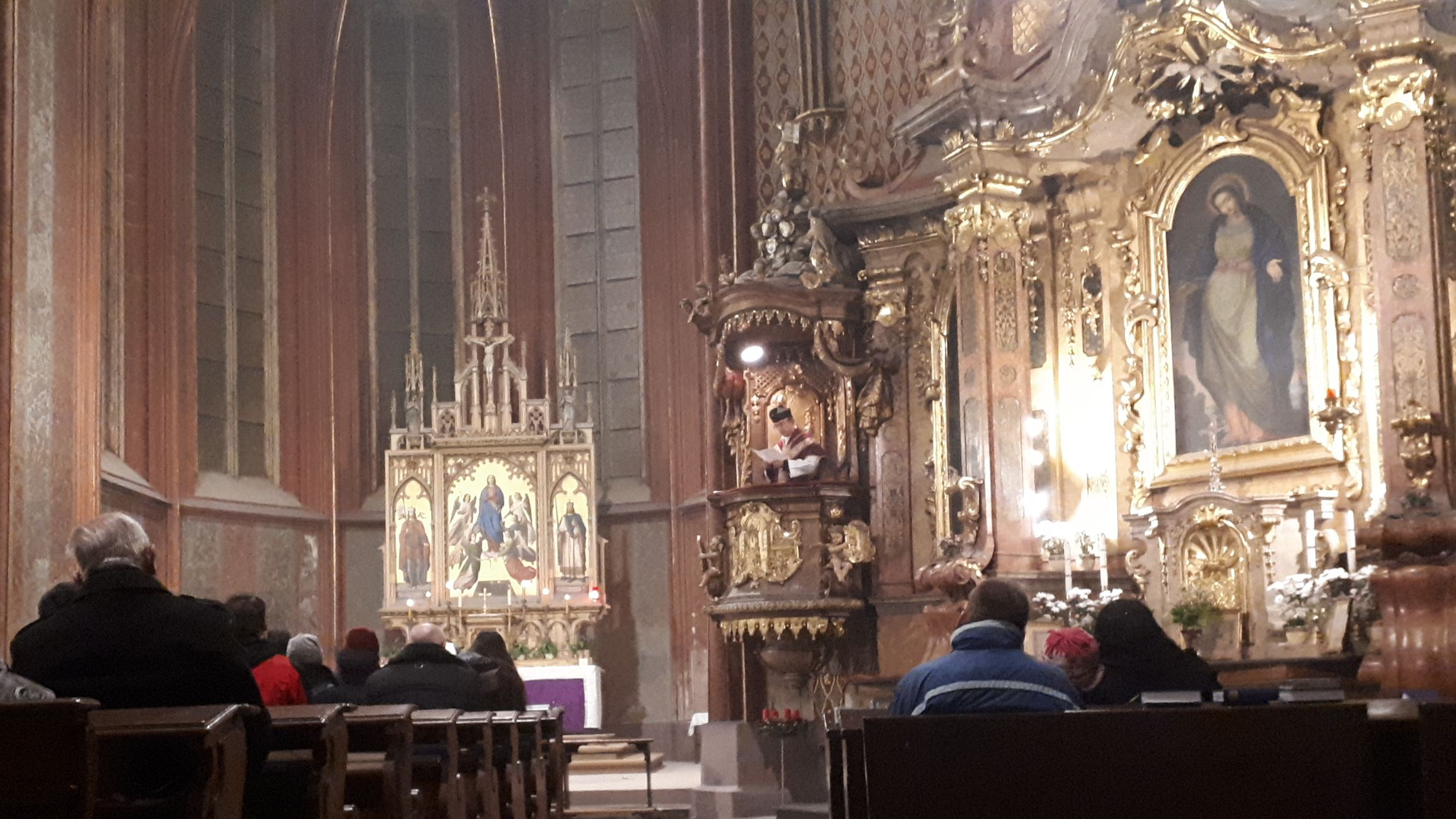
Фото интерьера

Свод пресвитерия выполнен в стиле владиславской поздней готики. Его ребра образуют 16 сводчатых плоскостей, которые сходятся в двух замковых камнях на потолке. К низу же они идут, плавно перетекая в столбы, ничем не прерываясь. Стены пресвитерия украшают 6 готических окон с витражами.
В главном нефе находится шесть двухэтажных готических окон. В двух из них сохранились старейшие витражи в Праге — это картина Святого Карла Великого с гербом чешской королевы Анны де Фуа, жены Владислава II. Именно он поручил отреставрировать храм по окончании Гуситских войн. Сейчас на месте оригинальных витражей находятся копии, подлинные же картины находятся в Пражском городском музее.
Интерьер церкви так же наполняют барочные алтари:
- Главный алтарь Девы Марии и Карла Великого - находится в пресвитерии, был поставлен в 1872 году.
- Алтарь св. Августина, алтарь св. Сальватора Лютеранского, алтарь Карла Великого — находятся в главном нефе у северо-западной стены
- Малые алтари св. Яна Непомуцкого и св. Апостола Фаддея - находятся по обеим сторонам северного портала
- Алтарь св. Либория, алтарь Девы Марии Карловской, алтарь св. Анны — находятся в главном нефе у юго-восточной стены